# Берард, Иосиф Иосифович
Иосиф Иосифович Берар (1800, Мец — 1883, Париж) — воспитатель и преподаватель литературы и французского языка.

## Биография
Окончил лицей в Меце.
В 1823 году прибыл в Россию и с 21 ноября был учителем французского языка в Благородном пансионе при Петербургском университете. Одновременно (1.4.1824 — 1.10.1826) преподавал французский язык в Императорском сиротском доме.
С 7 ноября 1835 года — воспитатель и преподаватель в Императорском училище правоведения, где среди его учеников был будущий композитор Пётр Чайковский. В 1836—1840 гг. Берард преподавал французский язык великим княжнам Марии, Елизавете и Екатерине Михайловнам; за успешное выполнение обязанностей в 1840 году он был награждён бриллиантовым перстнем; 10 февраля 1840 года перешёл в русское подданство.
Будучи воспитателем и преподавателем, исполнял в училище правоведения обязанности инспектора классов (1838, 1841), библиотекаря (1841), члена хозяйственного правления (с 1842); с 1847 года — главный воспитатель, а также член совета училища (1848—1851).
Одновременно с 1841 года он преподавал французский язык в Пажеском корпусе и французскую словесность в Мариинском институте. Получил чин статского советника. 
После выхода 12 июня 1851 года в отставку уехал во Францию.
Умер в Париже 8 февраля 1883 года.

## Избранные труды
Отрывки из прозаических сочинений лучших русских писателей, для постепенных занятий переводами с русского языка на французский и немецкий / Сост.: И. Берар, И. Журдан. — 2-е изд., испр. и доп. — СПб.: тип. вдовы Плюшар, 1829. — 513 с.
- . — 3-е изд., испр. и доп. — СПб.: тип. Э. Праца, 1840. — 180 с.
- . — 4-е изд., испр. и доп. — СПб.: impr. du Journ. de St. Petersburg, 1852. — 196 с.